# 源昌寺
源昌寺（げんしょうじ）とは東京都港区高輪1-23-28にある曹洞宗の寺院。

## 歴史
片桐且元の子で大和国竜田藩主の片桐孝利が中興した。
桜田通りに位置し、敷地は同通りの拡張時に一部削られた。建物はコンクリート作りである。

## 墓所
- 片桐孝利 - 大和竜田藩2代藩主
- 片桐為元 - 大和竜田藩3代藩主
- 増田甲斎 - 幕末に活躍した旧・遠州掛川藩士
- 荒川重平 - 幕臣、数学者

## アクセス
- 都営地下鉄浅草線 泉岳寺駅より徒歩5分
- 都営三田線  白金高輪駅より徒歩約13分